# Mauricio Lyrio
Mauricio Carvalho Lyrio OIH • CavMM • GCRB (Rio de Janeiro, 1967) é um diplomata e escritor brasileiro, atual embaixador do Brasil na Austrália e dependências. Anteriormente, foi embaixador do Brasil no México.

## Biografia
Ingressou no Ministério das Relações Exteriores em 1993. Como diplomata, trabalhou nas Embaixadas do Brasil em Washington (1999-2002), Buenos Aires (2002-2005) e Pequim (2005-2007), e na Missão do Brasil junto à ONU, em Nova York (2011-2013). Foi porta-voz do Itamaraty de 2008 a 2010, Secretário de Planejamento Diplomático de 2013 a 2016 e Chefe do Gabinete do Ministro das Relações Exteriores de 2016 a 2017. É atualmente o Embaixador do Brasil no México.
Publicou  o livro A ascensão da China como potência: fundamentos políticos internos, pela Fundação Alexandre de Gusmão, em 2011, e artigos sobre as relações entre o Brasil e a Argentina; o contencioso das patentes farmacêuticas entre o Brasil e os Estados Unidos; e as negociações da Área de Livre Comércio das Américas, nas revistas Política Externa e Archivos del Presente. É Mestre em Relações Internacionais pela PUC-Rio.
Em março de 1997, Mauricio foi admitido pelo presidente Fernando Henrique Cardoso à Ordem do Mérito Militar no grau de Cavaleiro especial. Em dezembro do mesmo ano, foi agraciado com o grau de Oficial da Ordem do Infante D. Henrique, de Portugal.
Ganhou Menção Honrosa no Prêmio SESC de Literatura de 2010, com os originais de seu romance Memória da pedra, publicado pela editora Companhia das Letras, em 2013. O livro ficou em segundo lugar no Prêmio José de Alencar, em 2014, da União Brasileira de Escritores, e foi publicado na Alemanha com o título "Die Erinnerung des Felsens", pela Arara Verlag. 
Em 2018, publicou seu segundo romance, O imortal, também pela editora Companhia das Letras. O livro foi finalista do Prêmio São Paulo de LIteratura de 2019 e do Prêmio Oceanos - Itaú Cultural do mesmo ano.

## Obras
- 2011 - A ascensão da China como potência (Fundação Alexandre de Gusmão) - ensaio histórico
- 2013 - Memória da pedra (Companhia das Letras) - romance (Menção Honrosa no Prêmio SESC de Literatura 2010 e 2o lugar no Prêmio José de Alencar da UBE) - romance
- 2018 - O imortal (Companhia das Letras) - romance (finalista do Prêmio São Paulo de Literatura e do Prêmio Oceanos - Itaú Cultural de 2019)

## Traduções
- 1992 - Cool Memories: 1980-1985, de Jean Baudrillard (Editora Espaço e Tempo)